# Стортингет
Стортингетът (буквално означава „голямо събрание“) представлява норвежкия парламент и се намира в столицата Осло. Строежът му е завършен през 1866 и е проектиран от шведският архитект Емил Виктор Ланглет.
Състои от 169 представители, които се избират от 19 области. Според конституцията на Норвегия той е средство, чрез което избирателите могат да упражняват законодателните си права. Парламентарни избори се състоят веднъж на четири години. Избирателни права имат всички норвежки граждани, които са навършили или ще навършат 18 години в годината на изборите. В Норвегия е силно застъпен парламентаризмът, поради което правителството е отговорно пред Стуртинга.

## Задачи и правомощия
Задачите на Стуртинга са записани в параграф 75 на конституцията на Норвегия. Те обхващат законодателство, упражняване на контрол върху изпълнителната власт (правителството) и обсъждане на важни политически въпроси като външна политика и провеждане на реформи.
В днешно време се смята, че парламентът представлява по-висока инстанция от правителството. Отношението между отделните власти се е променяло през годините, особено през втората половина на 19 век, когато все още се е провеждала битка за установяването на властта. Резултатите от промените в отношенията между различните власти не винаги са се отбелязвали формално чрез записване в конституцията. Най-добрият пример за това е парламентаризмът, който е въведен през 1884, но установен чрез вписване в основния закон чак през 2007 година. В параграф 15 на конституцията се казва изрично, че ако кабинетът (правителството) се ползва с недоверие от парламента, той трябва да подаде оставка, а кралят – да я одобри. Норвежката система се основава на доверието на парламента в правителството.

## Начин на работа

### Съставяне, разпускане и работни сесии
Парламентът се съставя в първия работен ден от месец октомври, като работната сесия продължава най-късно до последния работен ден през месец септември следващата година. Един парламентарен период се състои от четири работни сесии и продължава четири години. При промяната на конституцията през 1990 година се отмени правото на краля на разпуска парламента в средата на месец юни и да го събира отново в началото на месец октомври.

## История
Правителствената роля на Стортинг първоначално била представлявана в Ейдсвол до 1814, макар че корените на тази власт могат да се проследят още в Средновековието – около IX в. Те представлявали алтинги, които били областни съвети, където се обсъждали правни и политически въпроси. Те били създадени, за да може всички тогавашни подобни съвети да се разраснат в организирани събирания.
Когато Норвегия става самостоятелна и обединена страна през X в., се появяват лагтинги (буквално – нисши съвети/събрания), представляващи регионални съвети. Тези съвети останали важни до обявяването на абсолютна монархия от крал Фредерик III през 1660 г. Това била записано в Кралския акт, който станал и конституция на съюза между Дания и Норвегия и се запазва до 1814, когато е образуван и парламента (Стортинг).

### Места в парламента през годините
- 1882 – 114
- 1903 – 117
- 1906 – 123
- 1918 – 126
- 1921 – 150
- 1973 – 155
- 1985 – 157
- 1989 – 165
- 2005 – 169

## Управление
Стортингът е еднокамарен, но е разделен на два департамента по законодателни причини. След избори Стортинг избира една четвърт от своите членове, за да образуват Лагтинг, по-висш орган. С останалите три четвъри се образува Оделстинг или по-нисшия орган. Разделението също се използва при редки случаи на дискредитиране. Оригиналната идея е от 1814 година, но тогавашният замисъл е Лагтинг да бъде висш орган, където се поставят най-опитните и разумни членове на Стортинг, докато сега Лагтингът е много близък до Оделстинг и между тях има малки разлики.
Предложение за поправка в конституцията и отменяне на системата с Оделстинг и Лагтинг бе предложена през 2004 и мина през избори в Стортинг на 20 февруари 2007 (159 за, 1 против и 9 въздържали се). Това ще повлияе сериозно на новите избори за Стортинг през 2009.

## Партийно разпределение
След изборите на 12 септември 2005 г., разпределението на партиите е следното:
- Норвежка работническа партия 32,7% (61 места, 862 757 гласа)
- Прогресивна партия 22,1% (38 места, 582 284 гласа)
- Консервативна партия 14,1% (23 места, 372 008 гласа)
- Леви социалисти 8,8% (15 места, 233 069 гласа)
- Хрисиянодемократическа партия 6,8% (11 места, 178 889 гласа)
- Централна партия 6,5% (11 места, 171 124 гласа)
- Либерална партия 5,9% (10 места, 156 081 гласа)

Следват още партии с минимален брой места и минимален брой гласове.